# 李·塔克
李·塔克（英語： Lee Andrew Tuck，1988年6月30日—）， 是英格兰职业足球运动员，目前已获得马来西亚国籍，司职中场。现效力于马来西亚超级足球联赛的吉打达鲁阿曼。

## 荣誉

### 俱乐部
達卡阿巴罕尼足球會
- 孟加拉超级足球联赛冠军：2016年
- 孟加拉联合会杯冠军：2016年

登嘉楼
- 谢赫·卡迈勒国际锦标赛冠军：2019年

### 个人
- 泰國乙組足球聯賽金靴奖：2012年
- 谢赫·卡迈勒国际锦标赛最佳射手：2019年